# 金谷俊一郎
金谷 俊一郎（かなや しゅんいちろう、1967年11月20日 - ）は、日本の歴史コメンテーター、教育作家、予備校講師。東進ハイスクール・東進衛星予備校日本史講師。教育ジャーナリスト。一般財団法人日本普及機構代表理事。

## 来歴・人物
京都府出身、和歌山県白浜町在住。関西学院大学卒業。
小学三年生の時に松下幸之助の伝記の読書を契機に歴史への興味を持つ。歴史コメンテーターとして「世界一受けたい授業」（日本テレビ）、「試験に出るコント」（NHKラジオ）などのテレビ番組に出演した。また、予備校講師として東進ハイスクール・東進衛星予備校で「日本史」を担当している。
趣味は歌舞伎・新派・能などの鑑賞、駅弁、海外滞在。ハーブセラピストやアロマテラピーアドバイザーなどの資格を取得している。
2021年4月17日、講師生活30周年を迎えた。同年、「出版業界の活性化と大人の学びなおしに新たな可能性を提案するため」として、自身の著書などを朗読する歴史朗読ユニット「朗読むすめ」を結成。田辺桃菜など9名の声優やアナウンサーが参加している。2022年5月5日に旗揚げ公演が行われた。

## 主な出演

### テレビ
NHK
- 歴史秘話ヒストリア（2017年）
- 名将たちの勝負メシ（Eテレ、2023年）
- 家康ゆかりの地を訪ねて（2023年）
- さらさらサラダ（2023年）
- あなたの知らない！江戸のヒーロー大岡越前（2016年）
- きん☆すた（2015年）
- ローカル直送便（2015年）
- テストの花道（Eテレ、2014年）
- オモシロ平家物語塾（2012年）
- 経済最前線

日本テレビ
- 世界一受けたい授業（2007年-）
- おもいッきりPON! - 木曜日レギュラーコメンテーター
- 上沼・高田のクギズケ!（読売テレビ、2017-）
- そこまで言って委員会NP（読売テレビ）
- ヒルナンデス!
- バケット（2018ｰ19）
- 有吉反省会
- Ｘ秒後の新世界（2024年1月26日）
- ヒャクゼロの真実（2015年5月18日）
- 爆笑問題のそれっていつから？ヒストリー（中京テレビ・日本テレビ、2015年2月1日）
- ifの歴史書〜もしものヒストリー〜
- グッときた名場面5
- 大河クイズ 日本の歴史
- 偉人巡礼！歴旅銅像ツアー！！（BS日テレ、2014年10月30日）

テレビ朝日
- クイズプレゼンバラエティー Qさま!!（2013年-）
- 雑学王
- 一泊二日で五運成就!? よくばり開運ツアー（2013年以降不定期特番として放送）
- スーパーJチャンネル（2024年12月16日）
- 中居正広のミになる図書館（2015年1月6日・20日）
- 専門家だけがテンションの上がる旅（2015年1月30日）
- グッドモーニング
- 戦国総選挙（2019年12月28日）
- 戦国武将ランキング（2020年4月27日）
- お城総選挙（2022年9月26日）
- 武士ごはんランキング（メーテレ・テレビ朝日）
- クイズジャポン（2016年6月19日）
- 日本史エピソダス
- 侃侃諤諤 (テレビ番組)

TBS
- ドラマ 新解釈・日本史（TBS、2014年4月28日 - 6月23日）- 解説
- はなまるマーケット
- ひるおび（2015年5月6日）
- ぴったんこカン・カン（2019年）
- 7時にあいましょう（2016年8月29日）
- 気になるモノを並べかえ!ジュンバン!（毎日放送、2015年2月4日）
- クイズ! 時の扉（TBS）
- 100秒博士アカデミー
- 今すぐ覗きたい24の財布〜日本を騒がす超有名人の賢いお金の使い方〜（毎日放送）
- ダケジャナイ仙台（東北放送）

テレビ東京
- 正解の無いクイズ（2023-）
- 土曜スペシャル 〜駅弁達人とめぐるローカル線の旅〜
- なるほどストリート
- よじごじDays
- 新説!?日本ミステリー
- ソロモン流
- スピーチ1決定戦「Speech!」
- シェアしたくなる！日本人の知らないニッポンのこと

フジテレビ
- 今夜はナゾトレ - 出題者（2023年-）
- ネプリーグ (2013年5月6日-2014年5月19日) [13]
- ノンストップ! - 月曜レギュラー
- SMAP×SMAP（2013年6月10日） - BISTRO SMAPに出演
- バイキングMORE（2020年9月30日 - ）[14] - コメンテーター
- ペケポン（2015年2月6日）
- FNN報道特別番組:今年のニュース決定版！〜すべては、あの日、始まった〜（2013年12月15日）
- めざましどようび
- ウチくる!?（2016年6月19日）
- みんなのニュース（2015年8月14日）
- NMBとまなぶくん（関西テレビ、2015年ｰ）
- おしろツアーズ（東海テレビ2012年-）
- 未来へ 佐渡島の金山 ～新春知事鼎談～（NST新潟テレビ、2025年1月2日）

その他
- なるほど歴史館（BS11、2016年ｰ）
- 歴史ロマン（BSジャパン、2014年ｰ）
- 歴女のキモチ（CS時代劇チャンネル、2014年）
- リアルが一番！（BSスカパー、2013年）

### ラジオ
- 試験に出るコント（NHKラジオ） - 第45回 ギャラクシー賞選奨受賞
- 爆笑問題の日曜サンデー（TBS、2015年6月7日）
- 村上信五くんと経済クン（文化放送、2022年）
- 松村邦洋のOH－！邦自慢（KRY山口放送、2022年）
- JAM THE WORLD（J-WAVE）
- Futurescape（FM yokohama）
- 夢⭐︎夢Engine!（TBSラジオ）
- クロノス（TOKYOFM/JFN）

### ＣＭ
- ミニミニ（2022年12月-）
- らあめん花月嵐

### 雑誌
- セブンティーン（集英社）
- 歴史人（KKベストセラーズ）
- 歴史街道（POP研究所）
- hanako（マガジンハウス）
- クロワッサン（マガジンハウス）
- 女性セブン（小学館）駅弁特集
- 週刊大衆（双葉社）「麻美ゆまのあの人に会いたい」
- 日経トレンディ（日経ホーム出版社）
- 最強の龍穴＆パワースポット (晋遊舎ムック)
- ザ・予備校（第三書館）

## 著作

### 学習参考書
- 日本史B一問一答 完全版3rd edition（東進ブックス）
  - 日本史B一問一答 完全版2nd edition （東進ブックス）
  - 日本史B一問一答 完全版（東進ブックス）
- 金谷の日本史「なぜ」と「流れ」がわかる本 原始・古代（東進ブックス）
- 金谷の日本史「なぜ」と「流れ」がわかる本 中世・近世（東進ブックス）
- 金谷の日本史「なぜ」と「流れ」がわかる本 近現代史（東進ブックス）
- 金谷の日本史「なぜ」と「流れ」がわかる本 文化史（東進ブックス）
- 金谷の歴史総合「なぜ」と「流れ」がわかる本（東進ブックス）
- 日本史史料問題 一問一答 完全版（東進ブックス）
- センター日本史B 一問一答 完全版（東進ブックス）
- 日本史一問一答【基本版】［重要点＋用語集］（東進ブックス）
- 「なぜ」と「流れ」でおぼえる日本史年代暗記 （東進ブックス）
- 金谷俊一郎の共通テストはこれだけ!日本史B〈古代・中世・近世〉（文英堂）
  - 金谷俊一郎のセンターはこれだけ!日本史B〈古代・中世・近世〉（文英堂）
- 金谷俊一郎の共通テストはこれだけ!日本史B〈近代・現代〉（文英堂）
  - 金谷俊一郎のセンターはこれだけ!日本史B〈近代・現代〉（文英堂）
- 金谷俊一郎の共通テストはこれだけ!日本史B〈演習編〉（文英堂）
  - 金谷俊一郎のセンターはこれだけ!日本史B〈演習編〉（文英堂）
- 金谷俊一郎の速攻! センター日本史B（文英堂）
- 日本史の勉強法をはじめからていねいに（東進ブックス）
- 日本史B 表解演習書（東進ブックス）
- 日本史問題集 完全版（東進ブックス）
- 日本史レベル別問題集（東進ブックス）
- 金谷俊一郎の決定版日本史（学研プラス）
- 金谷の日本史単語帳（学研プラス）
- はじめからわかる日本史B 古代から近世へ（学習研究社）
- はじめからわかる日本史B 近世から現代へ（学習研究社）
- 金谷のデータベース いちばんよく出る日本史（学習研究社）
- ハンディスタイル 日本史（学習研究社）
- 日本史頻出問題～表で解く～（学習研究社）
- 日本史史料問題～類推で解く～（学習研究社）
- 金谷の直前講習日本史B年号&数値・地図 (ドタン場check)】（学習研究社）
- 授業から入試まで 使える! 日本史用語集（旺文社）
- 文章で用語を覚える 日本史用語の書き込み問題集（旺文社）
- 2013年 勝てる!センター試験日本史B問題集（文英堂）
- センター試験日本史B 出題者の意図がわかれば正解が見える（KADOKAWA/中経出版）
- 金谷俊一郎の 日本史Bの重要用語を数でまとめて覚える本（KADOKAWA/中経出版）
- 日本史のそのまま出るパターン（三省堂）
- 日本史のそのまま出る史料（三省堂）
- センター日本史Bのそのまま出るパターン（三省堂）

### 学習書
- 学習まんが 少年少女日本の歴史 平成の30年（小学館）
- 小学自由自在 歴史のなぜ？新事典（増進堂・受験研究社）
- 先生教えて!社会のギモン(楽しく学べるQ&A)（あかね書房）
- A History of Japan in Manga: Samurai, Shoguns and World War II (TUTTLE PUBLISHING)

### 一般書
- 現代語訳 西国立志編 スマイルズの『自助論』（PHP新書）
- 日本人なら知っておきたい日本史の授業（PHP新書）
- 漫画でわかる平成の30年（小学館）
- ２倍速で読めて、忘れない 速読日本史（ワ二ブックス）
- スイスイ身につく日本史 飛鳥は4つ、室町は3つ、明治は5つに分けて覚える（さくら舎）
- 教養として知っておきたい「日本史の200人」一問一答（ベレ出版）
- 日本史劇場～信長たちの野望～（ベレ出版）
- こんな立派な日本人がいた! 名も無き偉人伝（マガジンハウス）
- 駅弁と歴史を楽しむ旅 美味しい史跡めぐり（PHP研究所）
- 日本人の美徳を育てた「修身」の教科書（PHP新書）
- ［現代語抄訳］日々の教え・童蒙教え草 人としていかに生きるか（PHP研究所）
- 面白いほどわかる平家物語（日本文芸社）
- 平清盛と28人の男と女の裏表（マガジンハウス）
- 真龍馬伝 汗血千里駒（芸文社）
- 30の失敗でわかる日本史（芸文社）
- 図解 戦国時代が面白いほどわかる本（中経出版）
- 「米中韓」と日本の歴史（朝日新聞出版）
- 早稲田の日本史で、「日本の論点」がわかる（KADOKAWA）
- もし幕末に広報がいたら 「大政奉還」のプレスリリース書いてみた(日経BP・監修)
- マンガで一気に読める！ 日本史（西東社・監修）
- 1時間でパッとわかる なるほど現代世界史（静山社・監修）
- 【悲報】本能寺で何かあったらしい……　光秀ブログ炎上中！　歴史Web２.０（日本文芸社・監修）
- 世界一受けたい授業 使える知識!BEST100（日本テレビ・共著）
- 誰でも考えたくなる正解の無いクイズ（ニュース通信社・共著）